# Mörttjärnen (Jokkmokks socken, Lappland, 738047-171979)
Mörttjärnen är en sjö i Jokkmokks kommun i Lappland och ingår i Luleälvens huvudavrinningsområde.